# Дмитряйчев, Сергей Викторович
Сергей Викторович Дмитряйчев (род. 25 августа 1975, Калуга) — российский гребец. Участник летних Олимпийских игр 2000 года. 

## Биография
Сергей Дмитряйчев родился 25 августа 1975 года в городе Калуга.
Окончил Калужский государственный педагогический университет имени К. Э. Циолковского.
Выступал в соревнованиях по академической гребле за «Спартак». Тренировался под началом Валерия Захарова. Многократный чемпион России.
С 1996 года входил в состав сборной России.
Дважды участвовал в чемпионатах мира. В 1996 году в Глазго занял 6-е место в финале «Б» в соревнованиях четвёрок, в 1999 году в Сент-Катаринес занял 5-е место в финале «Б» в соревнованиях двоек.
В 1997 году завоевал серебряную медаль Кубка наций в Милане в соревнованиях четвёрок.
В 2000 году вошёл в состав сборной России на летних Олимпийских играх в Сиднее. В соревнованиях двое вместе с Дмитрием Овечко занял в четвертьфинале 4-е место с результатом 6 минут 46,34 секунды, уступив 12,86 секунды попавшим в полуфинал с 1-го места Хаймишу Каррашу и Брюсу Хику из Австралии. В заплыве надежды заняли последнее, 4-е место с результатом 6.44,53, уступив 7,54 секунды попавшим в полуфинал со 2-го места Мартену ван дер Линдену и Пепейну Ардевейну из Нидерландов.
Мастер спорта России.